# プライベートリゾート
プライベートリゾート（Private Resort）は、日本国内で一棟貸しの宿泊施設を展開する宿泊ブランドである。吉屋株式会社（本社：東京都港区）が運営しており、伊豆・熱海・富士・箱根・河口湖エリアを中心に複数の宿泊施設を運営している。

## 概要
プライベートリゾートは2023年、伊豆エリアの観光需要回復を支援する取り組みの一環として新たな宿泊施設を開設した。伊豆新聞の報道によると、コロナ禍で落ち込んだ観光客数の回復に寄与し、観光業の活性化に貢献しているとされる。
同ブランドの宿泊施設は、一棟貸し切り形式を採用しており、キッチンや洗濯機を備え、ペット同伴も可能な点が特徴である。自然豊かな環境に立地し、富士山や相模湾などの景観を望む施設が含まれる。
宿は自然に囲まれた立地に多く、富士山を望む施設、海を一望できる高台の施設、温泉付きの施設など、非日常空間を強調した設計がなされている。